# Georges Martin (cyclisme)
Pour les articles homonymes, voir Georges Martin et Martin.
Georges Martin, né le 6 novembre 1915 à Chamelet (Rhône) et mort le 3 janvier 2010 à Beaujeu, est un coureur cycliste français professionnel de 1939 à 1950.

## Palmarès
- 1943
  - 2e du Circuit Drôme-Ardèche
- 1945
  - Circuit du Maine-Libre
  - 3e du Tour du Calvados
- 1946
  - Circuit des six provinces
  - Annemasse-Bellegarde-Annemasse
  - 3e du Circuit de la Seine-Inférieure
  - 3e du Lyon-Vals-les-Bains
  - 8e du Grand Prix des Nations
- 1947
  - 4e étape du Critérium du Dauphiné libéré
  - 2e du Circuit des six provinces
  - 2e du Trophée des grimpeurs
  - 3e du Grand Prix du Courrier picard
  - 8e du Critérium du Dauphiné libéré
- 1948
  - Circuit de Saône-et-Loire :
    - Classement général
    - 1re étape

  - 2e du Circuit des six provinces
  - 3e de la Polymultipliée lyonnaise
- 1949
  - 2e du Trophée des grimpeurs
  - 4e de Paris-Roubaix

## Résultats sur les grands tours

### Tour de France
3 participations
- 1947 : éliminé (2e étape)
- 1948 : 39e
- 1949 : 35e